# Liste von Streithämmern und Streitkolben
In dieser Liste sind Streithämmer und Streitkolben aus verschiedenen Zeitaltern und Kulturräumen aufgeführt. Die hier aufgelisteten Waffen, wurden als Waffen und zum Teil als zeremonielle Gegenstände benutzt.

## Streithämmer
- Ankus
- Bairagi
- Luzerner Hammer
- Rabenschnabel
- Reiterhammer
- Ōtsuchi
- Meteorhammer
- Mordaxt
- Zaghnal

## Streitkolben
- Bullenkopfstreitkolben
- Indischer Doppelkopf-Streitkolben
- Indischer Klingenstreitkolben
- Indischer Mahratha-Streitkolben (Schwertklinge)
- Indischer Streitkolben
- Gargaz (Indischer Stachelstreitkolben)
- Kabastin
- Morgenstern
- Pusikan
- Teufelskopfstreitkolben